# Rubí Rodríguez

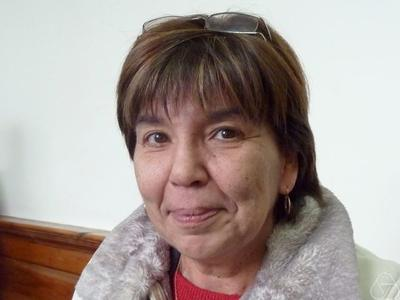
Pucón, Chile, 2010

Rubí Rodríguez es una académica e investigadora chilena especializada en matemática.
En 1981 obtuvo un doctorado en matemáticas en la Universidad de Columbia.
Se desempeñó como académica en la Facultad de Matemáticas de la Pontificia Universidad Católica de Chile. Desde 2014 es miembro del cuerpo académico del Departamento de Matemáticas y Estadística de la Universidad de la Frontera.
Desarrolla su investigación en el área de la geometría algebraica, generando más de 40 publicaciones que son base de varias investigaciones del área.  Es considerada como una de las fundadoras de las jornadas iberoamericanas de matemáticas, y del grupo de matemáticas de Geometría Compleja. Desde 2015 lidera el proyecto Anillo de CONICYT "Geometría en La Frontera".

## Publicaciones
- Complex Geometry of Groups, 1998 , ISBN 9780821855768
- On Schottky-type Groups with Applications to Riemann Surfaces with Nodes, Columbia University, 1981
- Lipman Bers, a Life in Mathematics, 2015, ISBN 9781470420567